# Metagyndes pulchella
Metagyndes pulchella is een hooiwagen uit de familie Gonyleptidae.